# 이장녕
이장녕(李章寧, 1881년 음력 5월 20일 ~ 1932년 양력 1월 24일)은 한국의 독립 운동가이다. 이장영(李長榮)이라고도 하며, 아호는 백우(白于)이며, 본관은 연안(延安)이다.

## 생애
충청남도 천안에서 태어났다. 대한민국 임시정부 주석을 지낸 이동녕의 재종제이다.

### 무관에서 무장독립운동가로
대한제국 육군무관학교를 졸업하고 육군 장교로 복무하였다. 1907년 일제가 군대를 해산하여 구 대한제국의 군인들은 황실의 친위대에 편입되었으나, 그는 곧바로 중국으로 망명했다. 이어서 이상룡과 이회영 형제들, 김동삼, 이동녕 등이 뒤따라 망명했고, 그는 이들과 함께 신흥강습소를 설립하여 교관으로 근무하면서 무장 독립 운동가들을 양성했다.
1919년 3·1 운동 이후 설립된 서일의 군정부 참모장을 맡았고, 이 기관이 북로군정서(총재 서일)로 확대 개편되었을 때도 참모장으로 활동했다. 청산리 전투에서 승리를 거둔 북로군정서는 1920년 대한독립군 등 다른 독립군과 연합하여 대한독립군단을 조직했는데, 이때 이장녕은 참모총장에 임명되었다.
대한독립군단은 러시아 영내로 이동했으나 1921년 자유시 참변으로 독립 운동가들이 다수 사망하고 서일이 자결하는 일이 발생한다. 이장녕은 다시 중국으로 돌아와 독립 운동 단체 통합을 위해 지린에서 열린 전만통일회의주비회 주비회장을 맡아 신민부를 조직했다. 1930년 김좌진 암살 이후 홍진의 한국독립당 감찰위원장에 선임되었고 당군인 한국독립군도 조직했다.

### 최후
1932년 가족과 함께 중국인 마적단에게 피살되었는데 이장녕을 살해한 마적들은 일제의 사주를 받은 것으로 추정된다.

## 사후
- 대한민국 정부는 그의 공훈을 기려 1963년 건국훈장 독립장을 추서하였다. 아들인 이의복도 건국훈장을 수여받은 독립 운동가이다.

## 같이 보기
- 이동녕

## 참고자료
- 이장녕 : 독립유공자 공훈록 - 국가보훈처
- 연안이씨 홈페이지 보관됨 2007-09-27 - 웨이백 머신, 이장녕(李章寧) 공적비문 보관됨 2007-09-27 - 웨이백 머신